# 이문영 (소설가)
이문영(1965년 ~ )은 대한민국의 소설가이다. 서강대학교 사학과를 졸업하였다. 정보문화센터 주최 게임시나리오 공모전에서 최우수상을 수상하였고 SF, 역사, 스릴러, 무협, 동화, 청소년 소설 등 다방면의 작품활동을 하고 있다. 굿데이신문 뉴미디어 본부장을 역임 하고 한국문화예술위원회 청소년 글쓰기 사이트 <글틴> 이야기글 게시판지기를 2005년에서 2011년까지 지냈다. 필명으로 문영, 초록불을 사용한다.

## 발표작
- 《다정》- 2000년 8월, 동방미디어. ISBN 9788984570221

단 권
- 《미래경찰 피그로이드》- 2003년 5월, 굿데이신문. ISBN 9788995352526

단 권
- 《색깔을 훔치는 마녀》- 2004년 12월, 비룡소. ISBN 9788949100494

단 권. (사)유치원총연합회 2012년 유치원보급도서
- 《무적기사단 3조》- 필명 초록불, 2005년 4월, 로크미디어. ISBN 9788958572213

4권 완
- 《숙세가》- 필명 문영, 2005년 5월, 파란미디어. ISBN 9788991396180

단 권
- 《역사 속으로 숑숑》- 2008년 8월, 토토북. ISBN 9788964960776

10권 완. 2010년 올해의 소년한국 우수어린이도서
- 《자명고》- 필명 문영, 2009년 3월, 파란미디어. ISBN 9788963710006

단 권
- 《취리산》- 2009년 12월, 삼우반. ISBN 9788990745422

단 권
- 《만들어진 한국사》- 2010년 4월, 파란미디어. ISBN 9788963710105

단 권
- 《아이, 뱀파이어》[4]- 필명 문영, 2010년 7월, 새파란상상. ISBN 9788963710136

단 권.
- 《이야기보따리 조선시대》- 2011년 1월, 소와당. ISBN 9788993820126

단 권. 2011년 문화체육관광부 선정 어린이 우수교양도서
- 《이야기보따리 고려시대》- 2011년 6월, 소와당. ISBN 9788993820133

단 권. 2011년 문화체육관광부 선정 어린이 우수교양도서
- 《이야기보따리 삼국시대》- 2011년 7월, 소와당. ISBN 9788993820140

단 권. 2011년 문화체육관광부 선정 어린이 우수교양도서
- 《누구에게나 이야기는 있다》- 2011년 11월, 우리학교. ISBN 9788994103211

단 권.  2012년 문화체육관광부 아동청소년 우수교양도서